# Bicskei István
Bicskei István (Oromhegyes, 1950. február 21. – 2025. április 27. vagy előtte) Aase-díjas magyar színész.

## Életpályája
„Édesapám vitt be először a magyarkanizsai Amatőrszínházba, ahol ő is játszott. Mindenki azt mondta rá, hogy ő a kanizsai Jávor Pál. Nagyon hasonlított hozzá, ugyanolyan szépfiú volt. Az egyik próbán nem volt, aki súgjon, én pedig felkaptam a szövegkönyvet és elkezdtem velük dolgozni. Ettől kezdve nem szabadultam a színháztól, ott ragadtam, és ahogy telt az idő, már nem is akartam mással foglalkozni. Djordje Lebovic Temetni délután szokás című darabjában nyújtott alakításomért tizenöt évesen kaptam meg egy fesztiválon a legjobb férfi főszerepért járó díjat. Attól a pillanattól kezdve számítom magam profi színésznek.”

Vajdasági származású, 1971-ben a szabadkai Gyermekszínházban kezdte pályáját. Színészi diplomáját a Szentgyörgyi István Színművészeti Intézetben szerezte, Lohinszky Loránd osztályában 1976-ban, majd a Szabadkai Népszíházhoz szerződött. 1979-től az Újvidéki Színház tagja volt. 1985-től ismét Szabadkán szerepelt, 1986-tól az Újvidéki Rádió társulatához tartozott. Egy évig Virág Mihály mellett tanársegéd volt az újvidéki Művészeti Akadémián, egyik alapítója a H-csoport alkalmi színésztársulásnak. 

„1991-ben átszöktem Magyarországra, mert nem akartam részt venni a délszláv háborúban.
1992-től a Nagy József által vezetett franciaországi JEL színház, majd az Orléans-i Nemzeti Koreográfiai Központ táncos-színésze voltam szintén Nagy József igazgatása alatt. Itt kb. 20 évet töltöttem el. A mai napig játszom a Központban.”

1992-től a párizsi JEL Színház tagja. A színészet mellett rendezéssel és tanítással is foglalkozik, a Marosvásárhelyi Színművészeti Egyetemen tart kurzusokat. Táncművészként készít koreográfiákat is. 2008-tól a Magyarkanizsai Udvari Kamara Színház színészeként is szerepel. 2009-ben vendégként fellépett a Békéscsabai Jókai Színházban, 2016-tól a debreceni Csokonai Nemzeti Színházban játszott. 2018-ban Aase-díjat kapott.

## Színházi szerepeiből
- William Shakespeare: Lear király... Gloster gróf
- Anton Pavlovics Csehov: Három nővér... Tuzenbach; Ferapont
- Anton Pavlovics Csehov: Cseresznyéskert... Trofimov
- Anton Pavlovics Csehov: Ványa bácsi... Szerebrjakov
- Mihail Afanaszjevics Bulgakov: A Mester és Margarita... Kajafás (Sztravinszkíj)
- Georg Büchner: Woyczek... Woyczek
- Samuel Beckett: Godot-ra várva... Vladimir
- Henrik Ibsen: Hedda Gabler... Jörgen Tesman
- Harold Pinter: A gondnok... Davies
- Bertolt Brecht: Baal... Ekart
- Sławomir Mrożek: Tangó... Artur
- Ernest Hemingway: Az öreg halász és a tenger... Santiago, az öreg halász
- Ivan Kušan: Galócza... Jovo Sztaniszavljevics Galócza, bérgyilkos
- Csokonai Vitéz Mihály: Az özvegy Karnyóné és két szeleburdiak... Karnyó
- Molnár Ferenc: Liliom... Ficsur
- Szabó Magda: Az ajtó... Brodarics úr
- Czakó Gábor: Disznójáték... Mangalicza úr
- Görgey Gábor: Wiener Walzer... Öregúr
- Ratkó József: Segítsd a királyt!... Öreg (óbéli ember)

## Filmek, tv
- Dögkeselyű (1982)
- Hudodelci (1987)
- Határ (1990)
- Kölcsönkapott idő (1993)
- Raszputyin (1996)
- Nagyapáti Kukac Péter mennybemenetele (1999)
- Kínai védelem (1999)
- Sitiprinc (1999)
- József és testvérei – Jelenetek a parasztbibliából (2004)
- Mázli (2008)